# Mistrovství světa v ledním hokeji 2029
Mistrovství světa v ledním hokeji 2029 bude 92. mistrovství světa v ledním hokeji, které se bude konat v květnu 2029. Pořadatel tohoto turnaje je Slovensko, které zájem o pořádání šampionátu vyjádřilo v roce 2024 a roku 2025 bylo zvoleno. Spekulovalo se i o možnosti, že by se šampionát konal ve Velké Británii nebo Maďarsku, ale tyto země oficiálně kandidaturu nepodaly. Hovořilo se i o variantě, že by se část zápasů mohla v případě konání turnaje na Slovensku či v Maďarsku odehrát i v Brně.

## Výběr pořadatelské země
Finální výběr pořadatele se uskutečnil v květnu 2025 na výročním zasedání IIHF během MS ve Švédsku a Dánsku. Jediným kandidátem na pořádání 92. mistrovství v ledním hokeji bylo Slovensko.
V samostatném Slovensku to bude třetí mistrovství světa v ledním hokeji. Předtím se zde konaly šampionáty v letech 2011 a 2019. V rámci bývalého Československa se odehrály v Bratislavě i některé zápasy šampionátů v letech 1959 a 1992.

## Stadiony
| Bratislava                   | Bratislava Košice | Košice                 |
| Zimní stadion Ondreje Nepely | Bratislava Košice | Steel Aréna            |
| 48°08′38″N 17°06′35″E        | Bratislava Košice | 48°43′16″N 21°15′27″E  |
| Kapacita: 10 110 diváků      | Bratislava Košice | Kapacita: 8 378 diváků |
|                              | Bratislava Košice |                        |

Steel Aréna v Košicích by měla před MS projít rekonstrukcí a její kapacita by měla být zvýšena nad deset tisíc.

## Kvalifikované týmy
- Slovensko (automaticky jako pořadatel)